# Philocalie des Pères neptiques
Pour les articles homonymes, voir Philocalie.
La Philocalie des Pères neptiques (en grec Φιλοκαλία τῶν Ιερῶν Νηπτικῶν) ou Grande Philocalie grecque est une anthologie de textes écrits entre le IVe et le XVe siècles par des maîtres spirituels de l'orthodoxie, relevant de l'hésychasme. Texte important de la spiritualité orthodoxe, elle est principalement découverte dans le monde occidental par les Récits d'un pèlerin russe.

## Titre
L'origine grecque de l'ouvrage se manifeste jusque dans le titre de sa traduction française :
- « philocalie » : ce mot grec signifie littéralement « amour de la beauté » / « amour du bien »[3] — ou, pour un livre, « une collection de choses bonnes », i.e. une anthologie[4] ;
- « Pères » : l'Église orthodoxe nomme « Pères » ceux qui s'engagent dans la voie spirituelle, à la suite du Christ ;
- « neptiques » : sobres ; la nepsis, c'est la « sobriété de l'âme ».

La Philocalie des Pères neptiques se présente donc comme l'ouvrage qui, page après page, indique le moyen de parvenir, à la suite de pères spirituels, par la « sobriété de l'esprit », au vrai « beau », au vrai « bien » : la vie en Christ, à la prière perpétuelle à l'intérieur du cœur, la communion avec Dieu.
Le titre complet est Philocalie des Pères neptiques, composée à partir des écrits des saints Pères qui portaient Dieu, et dans laquelle, par une sagesse de vie, faite d'ascèse et de contemplation, l'intelligence est purifiée, illuminée, et atteint la perfection.

## La philocalie grecque

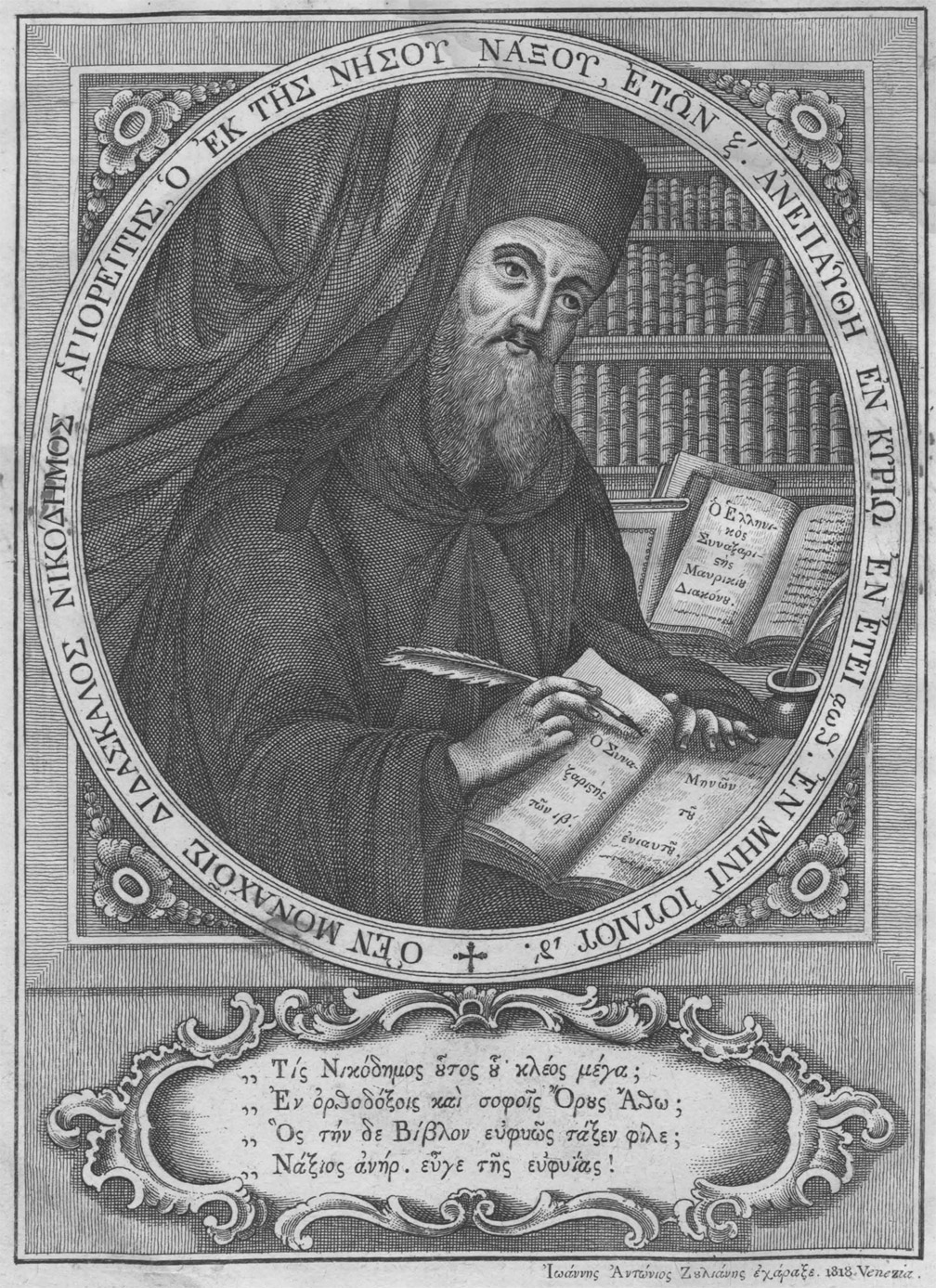
Nicodème l'Hagiorite, 1818.

Cette anthologie de textes inédits ou rares en grec byzantin de trente-six auteurs (relevant tous du christianisme oriental, à l'exception de Jean Cassien) réalisée par Nicodème l'Hagiorite et Macaire de Corinthe fut publiée en 1782 à Venise, à l'attention non seulement des moines mais de tout chrétien. Il semble que la sélection de ces textes relatifs à la prière repose sur une tradition « philocalique ». Cette première édition ne fit toutefois pas grand bruit.
Il fallut attendre un siècle pour que paraisse à Athènes, en 1893, une seconde édition légèrement augmentée. Une troisième édition, dotée d'un index, ne vit le jour qu'entre 1957 et 1963.

## Traductions et évolutions
En dépit de ces débuts laborieux, la Philocalie, traduite en slavon par Païssy Velitchkovsky dès 1793, connut un extraordinaire succès. Sous son nom de Dobrotolyoubié, elle eut huit éditions et fut au XIXe siècle, avec la Bible et le Ménologe de Dimitri de Rostov, la lecture préférée des moines russes. C'est d'ailleurs dans cette Dobrotolyoubié que le « pèlerin russe » des Récits va faire sa découverte de la prière perpétuelle.
En 1877, elle fut traduite en russe par Théophane le Reclus. Mais Théophane ne se contenta pas de traduire dans la langue parlée ce que Païssy Velitckovsky avait produit en slavon d'église : il en offrit une édition toute revue. Il retira certains auteurs, soit qu'il les trouvait trop spéculatifs (Calliste Cataphygiotès), soit qu'ils aient été traduits en russe par ailleurs (Pierre Damascène (en), en ajouta d'autres (Éphrem le Syrien, Barsanuphe et Jean de Gaza, Jean Climaque, etc.).
La Philocalie a depuis été traduite entièrement ou en partie dans diverses langues dont le roumain (par Dumitru Stăniloae en 1946), le français (par Jacques Touraille) et l'anglais.

## Les Pères neptiques
Macaire de Corinthe et Nicodème de l'Athos avaient, dans la foule des spirituels qui les avaient précédés, choisi une trentaine d'auteurs :
- Antoine le Grand
- Isaïe le Solitaire
- Évagre le Pontique
- Jean Cassien
- Marc l'Ermite
- Hésychius le Sinaïte
- Nil l'Ascète
- Diadoque de Photicé
- Jean de Karpathos
- Théodore d'Édesse
- Maxime le Confesseur
- Thalassios le Libyen
- Jean Damascène
- Philémon l'Abbé
- Théognoste
- Philothée le Sinaïte
- Élie l'Ecdicos
- Théophane de l'Échelle
- Pierre Damascène
- Macaire le Grand
- Syméon le Nouveau Théologien
- Nicétas Stéthatos
- Théolepte de Philadelphie
- Nicéphore l'Hésychaste
- Grégoire le Sinaïte
- Grégoire Palamas
- Calliste II
- Ignace des Xanthopouloi
- Calliste Angélikoudès
- Calliste Télikoudès
- Calliste Cataphygiotès
- Syméon de Thessalonique
- Marc d'Éphèse
- Maxime le Kausokalybite (en)